# 住宅双六
住宅双六（じゅうたくすごろく）は、日本の高度経済成長期での都市居住者の住宅の住み替えの過程を双六として表現したものである。上田篤が考案し、初出は「現代住宅双六」（朝日新聞1973年1月3日掲載）である。

## 概要
この双六の振り出しは母親の子宮内であり、その後はベビーベッド、親と一緒の部屋、子供部屋を経て、離家後は寮・寄宿舎、下宿となり、木造アパートや公団アパートを経たうえで、結婚後は賃貸マンションに住み替える。その後は子供の成長に応じてより広い住居を求め公団・公社アパート、分譲マンションを経て、最終的に郊外の庭つき一戸建て住宅を取得し、上がりとなる。
住宅双六は、団塊の世代など、その中でもとりわけ地方部出身者のライフコースや目標を表現したものであり、住宅双六の上がりとなる郊外庭付き一戸建て住宅は、都市居住者の居住地の最終的な目標であった。大都市圏に流入した地方部出身者は、最初は大都市圏の内側に居住していたが、大都市圏の外縁部に向かって居住地移動を続けていった。

## 背景
日本の住宅政策は持家主義であり、持ち家の取得を目標とするものであった。また、企業による従業員への福利厚生としての住宅施策も同様であり、寮や社宅を安価で提供したり、住宅購入資金を貸し出したりすることで住宅を取得できるようなシステムになっていた。
また、双六はゲームを続けていれば必ず上がりに到達することができるため、郊外庭付き一戸建て住宅という最終目標が現実的に到達可能だと信じられていたともいえる。この背景には、経済成長と年功序列による将来的な賃金上昇があった。

## 変化
しかし、成熟社会に突入した1990年代以降は、労働形態、家族構成、居住形態や価値観などの多様化、居住地の選択肢の拡大、在宅勤務者や退職者など居住地が勤務地に規定されない人の増加が進行した。すなわち、ライフコースが多様化し、居住地選択においては、ライフスタイルの影響が大きくなった。また、以前は通過点であった分譲マンションが双六の上がりとなる場合もあれば、不安定な雇用の影響で上がりに到達できなかったり、世帯内単身者の増加が進行したり、既に上がりに到達していたとしてもリストラの対象となることで双六のコマが元に戻ったりすることもある。また、ゼロゼロ物件やネットカフェにいる若年層も発生している。
1990年代後半以降の東京大都市圏では、都心周辺部での住宅供給が拡大したことで、かつては住宅双六のように郊外に住宅を求めていた年齢層の人々が都心に住み続けるようになり、居住地移動の流れも住宅双六から異なる形に変化していった。
なお、地方都市において多く存在する地元出身・就労者の居住経歴は、大都市圏と同様の住宅双六では説明しきれない。地元出身の場合は親の持ち家から通勤できるため、住宅双六のコマは実家と自身の持ち家のみであり、居住経歴も単純であった。さらに、これらの居住経歴は、大都市圏内に親の持ち家が存在する郊外第二世代・郊外第三世代にも適用できる可能性が示唆されていた。